# Yahia Kébé
Yahia Kébé (Ouagadougou, 11 luglio 1985) è un ex calciatore burkinabé, di ruolo attaccante.